# مجتمع رأسمالي حديث
المجتمع الرأسمالي الحديث هو مصطلح يستخدم لوصف شكل من المجتمع الرأسمالي تضمن فيه الطبقة الرأسمالية من «النخب الجديدة» و«النخب القديمة» المهتمة بتعظيم ثروتها نظامًا سياسيًا يخدم مصالحها ويحميها، الأمر الذي يفضي إلى برز طبقة العمال المأجورين. يستخدم المصطلح عمومًا من قبل مؤرخين للإشارة إلى الانتقال من مجتمع إقطاعي ما قبل حديث إلى مجتمع رأسمالي حديث، مع إجماع بأن إنجلترا برزت كأول مجتمع رأسمالي حديث من خلال الحرب الأهلية الإنجليزية (1642- 1651) والثورة المجيدة (1688 - 1689). يحدد المؤرخون أن الانتقال إلى مجتمع رأسمالي حديث يكون عادة بثورة برجوازية تضمن فيها النخب الصاعدة نظام ديمقراطية تمثيلية، لا ديمقراطية مباشرة، يخدم مصالحها على حساب مصالح الطبقة الأرستقراطية التي كانت حاكمة في السابق، كما حصل خلال الثورة الأمريكية.
تعتمد المجتمعات الرأسمالية الحديثة على إنتاج محسوب وممنهج يختلف عن الرأسمالية المركنتلية التي كانت سائدة في الدول المدن الإيطالية، وتعرف من خلال وجود طبقة عاملة بالأجر تقوم بدور طرف مقابل للطبقة الرأسمالية. وتوصف المجتمعات الرأسمالية الحديثة بأنها شديدة التنافسية وفردانية وتركز على المصالح الخاصة على حساب الرعاية الاجتماعية من خلال إعطاء الأولوية لإنتاج البضائع وتعظيم الربح. وقد حدد الباحثون القوى التي تحافظ على المجتمعات الرأسمالية الحديثة بأنها الدفاع عن الملكية الخاصة والحفاظ على القانون والنظام واستمرار الاستغلال والعجز السياسي للطبقة العاملة بالأجر وتدريب الطبقة العاملة بالأجر في المهام التي يتطلبها عمل المجتمع الرأسمالي الحديث وتعليم الطبقة العاملة بالأجر لكي تستبطن مبادئ الديمقراطية الرأسمالية، غالبًا ما يكون ذلك عن طريق البروباغاندا في الإعلام، وجعل الطبقة العاملة تعتقد أنها مستقلة ذاتيًا وأنها تعيش في مجتمع يحكمه مبدأ المواطنة.
تموضعت المجتمعات الرأسمالية الحديثة ضمن الثقافة الغربية كمرحلة أرقى من التقدم الإنساني أو مرحلة «أكثر تقدمًا» من الأشكال «ما قبل الحديثة» للمجتمع. صورت هذه النظرة بشكل أكثر وضوحًا من خلال الكولونيالية التي أكدت أن السكان الأصليين كانوا ينتمون إلى ثقافات أكثر «بدائية»، ولذلك ينبغي أن يجري استيعابهم ثقافيًا ضمن مجتمعات أكثر «تحضرًا» أو سيواجهون إبادة جماعية (على سبيل المثال «اقتلوا الهنود، أنقذوا الإنسان»). بالنسبة للماركسيين واللا سلطويين وآخرين، يمثل المجتمع الرأسمالي الحديث مرحلة ستفضي في نهاية المطاف إلى بروز شكل مختلف نوعيًا من المجتمع. خلافًا لذلك، يعارض الليبراليون وآخرون التحول البنيوي للمجتمع الرأسمالي الحديث.

## الجذور الأيديولوجية
تركزت المجتمعات الرأسمالية الحديثة حول مفهوم عقلانية الغاية والوسيلة، والتي يشار إليها أيضًا بالعقل الأداتي والعقلانية الشكلية، وارتباطها المتأصل بالسيطرة على الطبيعة، بحيث تتمكن من السيطرة عليها لتخدم حاجاتها المادية، والسيطرة على البشر بحيث تتمكن من تنظيمهم وضبطهم في سيطرتهم على الطبيعة. شغلت عقلانية الغاية والوسيلة أهمية في الثقافة الغربية لفترة تسبق وجود المجتمعات الرأسمالية الحديثة، وأشار الباحثون إلى أنه من المحتمل أن أصول هذا المفهوم تعود إلى عصر هوميروس.

### فيبر
وفقًا لعالم الاجتماع ماكس فيبر، فإن المجتمعات الرأسمالية الحديثة «قد نشأت من الدعوة الأخلاقية للكالفينيين، وبشكل أكثر تحديدًا، من مذهب القدر الذي نجم عنه توترات جديدة بين الفرد والمجتمع وشجع المؤمن على عقلنة موضوعية إيمانه (مساهمته أو مساهمتها في تراكم رأس المال)». وبحسب تنظيرات فيبر:
فإن إضفاء بعد موضوعي على إيمان المرء كان يستند على التمييز بين الواقعية الأداتية (التشريع الفعلي لأعراف وقواعد المجتمع السائدة وتطبيقها) وعقلانية القيمة (كيف تحدد المعتقدات والقيم الأخلاقية معنى هذه القواعد والقوانين ونطاقها). بهذا المعنى، أشار نمو المجتمع الحديث إلى إقامة بيروقراطيات كبيرة وقوى شرطة وهيئات تشريعية: تجسد كافة البنى العقلانية المستقلة ذاتيًا للدولة والمجتمع الرأسمالي الحديث الآثار والغايات للعقلانية الأداتية. وهكذا عكست هذه المؤسسات الوظيفة المهيمنة التي اضطلعت بها هذه المؤسسات في الحفاظ على النظام الاجتماعي وإدراته. [...] كانت نتيجة هذا التوجه التطوري أن المواطنين تعلموا إطاعة القوانين الاجتماعية التي، بدورها، تشغل دور قاعدة الأنماط الشرعية والمسيطرة للسلطة في المجتمع.
رأى فيبر في البقرطة تمثيلًا مؤسساتيًا فعالًا للعقلانية في المجتمع الرأسمالي الحديث، إلا أنه أقر بأن ذلك قد يكون «نزعًا للإنسانية، أو حتى شرًا، في حياده وتعزيزه المحتمل للفعالية الاقتصادية وتعظيم الربح على حساب القيم الإنسانية والعدالة الاجتماعية. كان فيبر قلقًا بحق من احتمال أن تُستخدم عقلانية أداتية، ولا سيما شكلية، ممأسسة وفارغة أخلاقيًا أو مضرة في تبرير الغايات التي تثير أسئلة من الناحية الأخلاقية. عقلانية كهذه قد تحرم الأفراد من حريتهم وكرامتهم، وتضعهم، مجازيًا، في قفص حديدي من اليأس».

## التحدر التاريخي
تعود جذور المجتمع الرأسمالي الحديث إلى الحرب الأهلية الإنجليزية (1642 - 1651) في إنجلترا والثورة المجيدة (1688 - 1689)، التي صنفها المؤرخون كثورة برجوازية أسفرت عن انتقال من المجتمع الإقطاعي التقليدي إلى مجتمع رأسمالي حديث. وصفت هذه الأحداث التاريخية في إنجلترا من قبل الباحثين بأنها كانت مدفوعة بإشارة غير دقيقة من الناحية التاريخية وشديدة التأثير في الآن نفسه إلى الوثيقة العظمى (1215)، التي كثيرًا ما اقتبست النخب الصاعدة عنها في القرن السابع عشر، مثل القاضي إدوارد كوك وآخرين، لحشد دعم ضد الملكية البريطانية عن طريق تعزيز الفردانية. تأثرت المواثيق الكولونيالية الأولى، كميثاق فرجينيا (1606) ومدونة ماساتشوسيتس للحريات (1641)، وأيضًا الدعم للثورة الأمريكية بهذه الإشارة إلى الوثيقة العظمى. وحارب العديد من الكولونياليين الأمريكيين ضد البريطانيين لحماية الحريات والحقوق التي رأوا أنها مصانة في الوثيقة العظمى. في أواخر القرن الثامن عشر، أصبح دستور الولايات المتحدة الأمريكية القانون الأعلى للأرض، مستعيدًا الطريقة التي اعتبرت من خلالها الوثيقة العظمى قانونًا رئيسيًا.